# Mistrzostwa Świata w Kolarstwie Torowym 1934
37. Mistrzostwa Świata w Kolarstwie Torowym odbyły się w 1934 roku w Lipsku (III Rzesza). Rozegrano trzy konkurencje: sprint amatorów i zawodowców oraz wyścig ze startu zatrzymanego zawodowców.

## Medaliści

### Mężczyźni
| Konkurencja                              | Złoto          | Srebro         | Brąz               |
| ---------------------------------------- | -------------- | -------------- | ------------------ |
| Sprint indywidualny amatorów             | Benedetto Pola | Arie van Vliet | Christian Lente    |
| Sprint indywidualny zawodowców           | Jef Scherens   | Albert Richter | Louis Gérardin     |
| Wyścig ze startu zatrzymanego zawodowców | Erich Metze    | Paul Krewer    | Edoardo Severgnini |

## Klasyfikacja medalowa
| Miejsce | Państwo    |   |   |   | Razem |
| ------- | ---------- | - | - | - | ----- |
| 1.      | III Rzesza | 1 | 2 | 0 | 3     |
| 2.      | Włochy     | 1 | 0 | 1 | 2     |
| 3.      | Belgia     | 1 | 0 | 0 | 1     |
| 4.      | Holandia   | 0 | 1 | 0 | 1     |
| 5.      | Francja    | 0 | 0 | 2 | 2     |